# Chitrowka

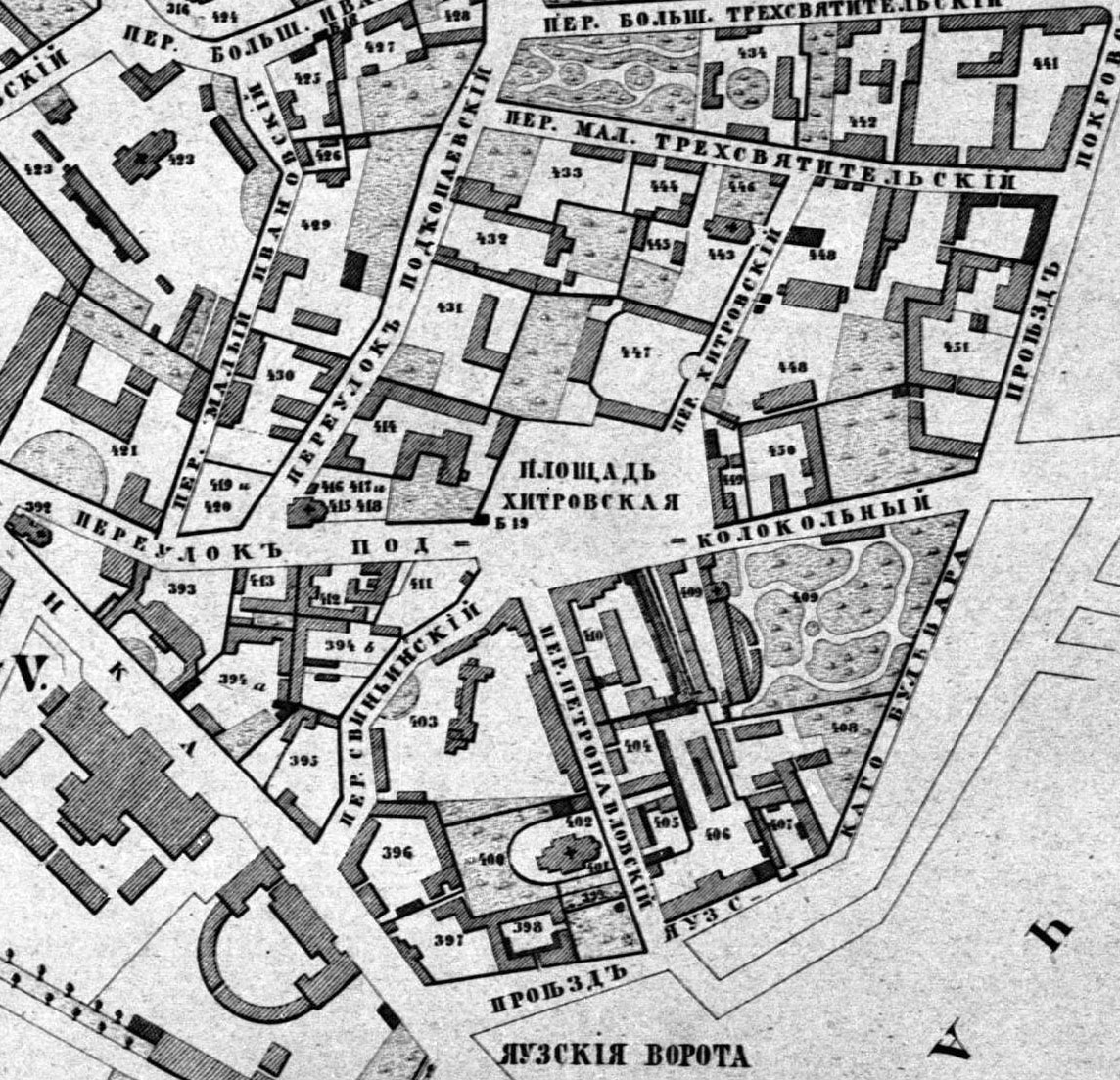
Karte von Chitrowka, 1853

Chitrowka (russisch Хитровка) ist ein ehemaliges Stadtviertel von Moskau. Es bestand von etwa 1820 bis 1930 in der Umgebung des Chitrowskaja-Platzes (Хитровская площадь), der auch als Chitrow-Markt bekannt war. Heutzutage steht an der Stelle des Marktes (Podkolokolny-Gasse 11a) eine Schule, aber das Viertel ist ansonsten als bauliches Ensemble des 19. Jahrhunderts bemerkenswert gut erhalten geblieben.

## Geschichte
Nach dem großen Brand von 1812 lag das Gebiet brach und 1823 kaufte der Schwiegersohn von Fürst Kutusow, General Nikolai Sacharowitsch Chitrowo, der unweit davon seinen Wohnsitz hatte, das Grundstück, um dort einen Markt zu errichten. Das Grundstück wurde von den Brandruinen befreit, geebnet und mit Pappeln eingefriedet (einige von ihnen stehen heute noch). Der geplante Fleisch- und Gemüsemarkt wurde jedoch nie verwirklicht, da Chitrowos Tod im Jahre 1826 die Unternehmung unterbrach. Der Platz wurde bis in die 1860er-Jahre nur gelegentlich vor Weihnachten als Markt genutzt.
Dann entstand dort eine Arbeitsbörse für Gelegenheitsarbeiter. Viele Bauern, die vom Land in die Stadt gekommen waren, suchten hier ihr Glück, und diejenigen, die es nicht fanden blieben in der Nähe des Platzes, in den Kneipen und den berüchtigten Nachtasylen. Das Viertel wurde allmählich zum Inbegriff von Armut und Kriminalität, unweit der eleganten Soljanka-Straße und des Geschäftsviertels  Kitai-Gorod.
In den 1920er-Jahren wurden die umliegenden Freudenhäuser geschlossen und an Stelle des Marktes wurde eine Schule (später das Kollegium für Elektromechanik Nr. 55) errichtet. Der „Sündenpfuhl“ der Chitrowka wurde damit trockengelegt.

## Chitrowka in der Literatur
In der zweiten Hälfte des 19. und im frühen 20. Jahrhundert wurde das Viertel regelmäßig von Schriftstellern wie Lew Tolstoi, Gleb Uspenski und Tatjana Schtschepkina-Kupernik besucht. Ein besonderes Denkmal setzen ihm Wladimir Giljarowski (in Kaschemmen, Klubs und Künstlerklausen: Sittenbilder aus dem alten Moskau), Maxim Gorki (Nachtasyl) und Konstantin Stanislawski. Die für Chitrowka zuständige Polizeiwache ist mit den Namen von Wladimir Majakowski und Ilja Ehrenburg verbunden: Beide saßen hier zu verschiedenen Zeitpunkten ein und verarbeiteten später diesen Aufenthalt in ihren Werken.
In neuerer Zeit taucht das Viertel häufig in den Kriminalromanen von Boris Akunin auf. Die Geschichten führen häufig den Detektiv Erast Fandorin in die unheimliche Schattenwelt von Chitrowka.

## Baudenkmäler

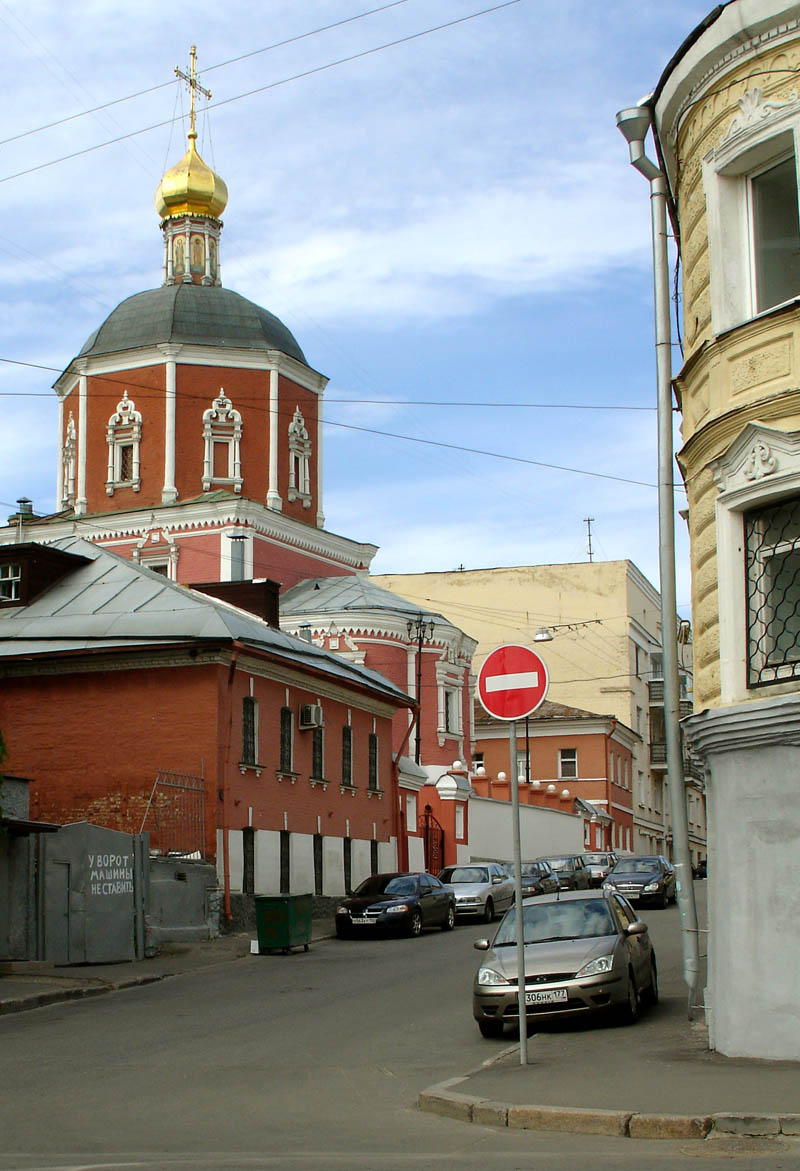
Peter-und-Paul-Kirche am Jausa-Tor
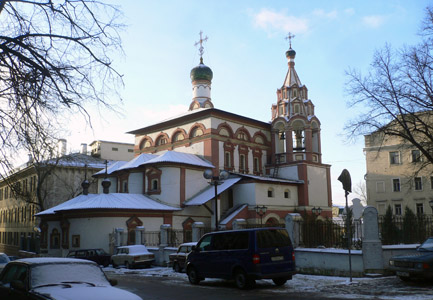
Kirche der drei heiligen Hierarchen in Kulischki
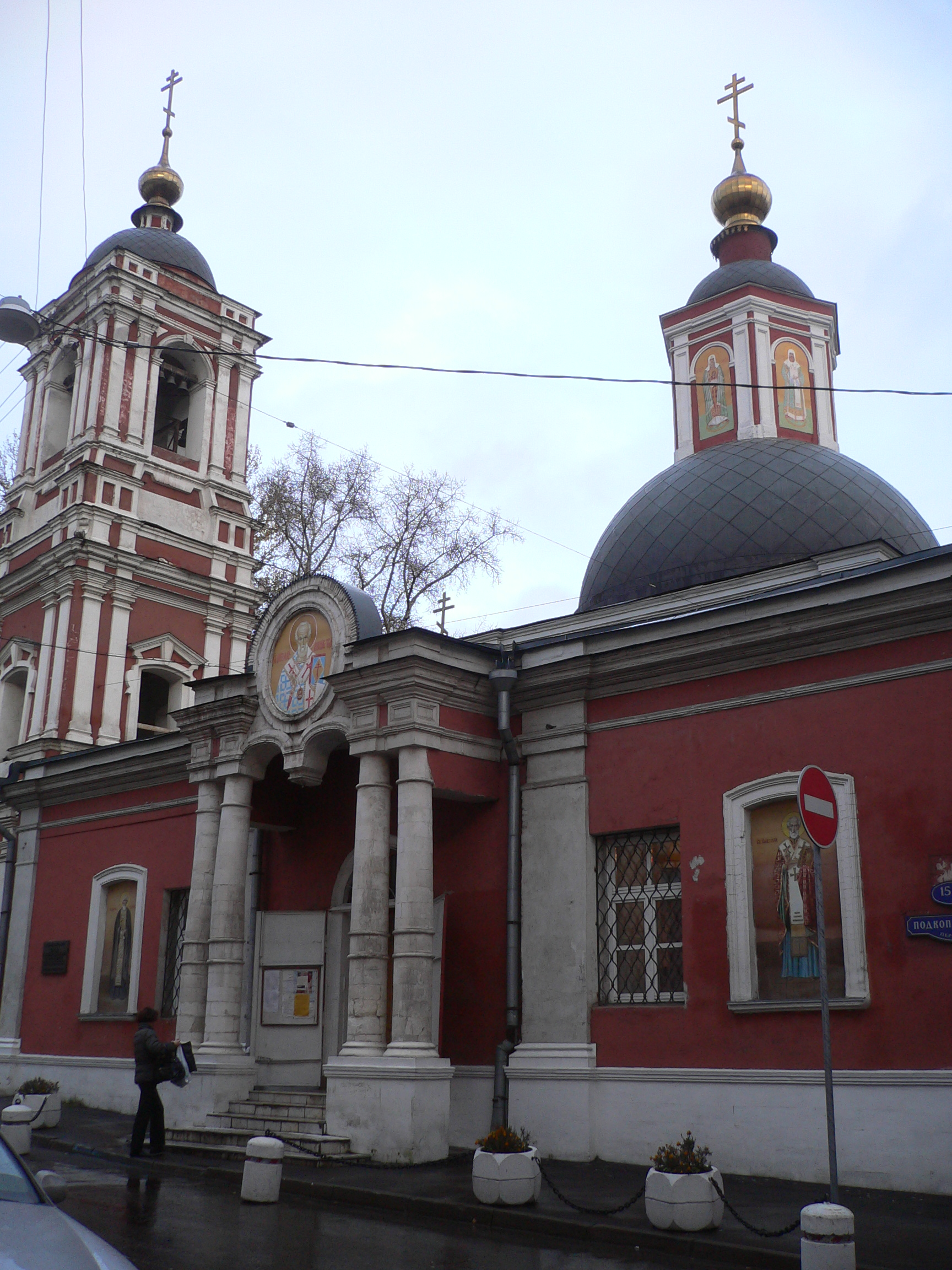
Kirche Sankt Nikolaus der Wundertäter in Podkopai
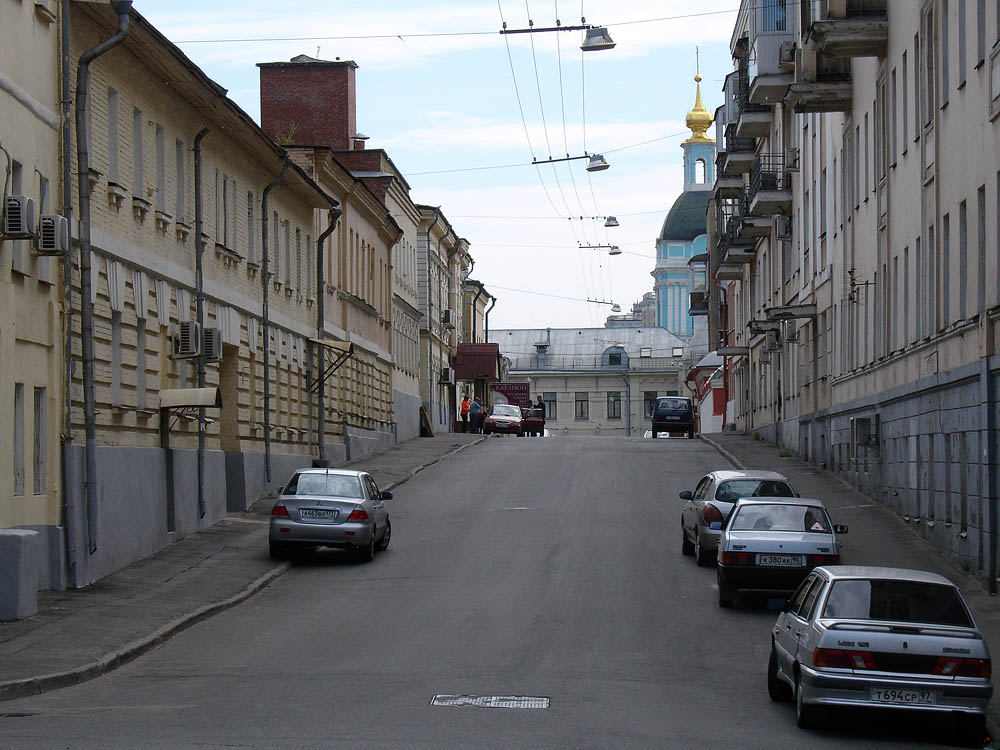
Die früheren Nachtasyle der Petropawlowski-Gasse
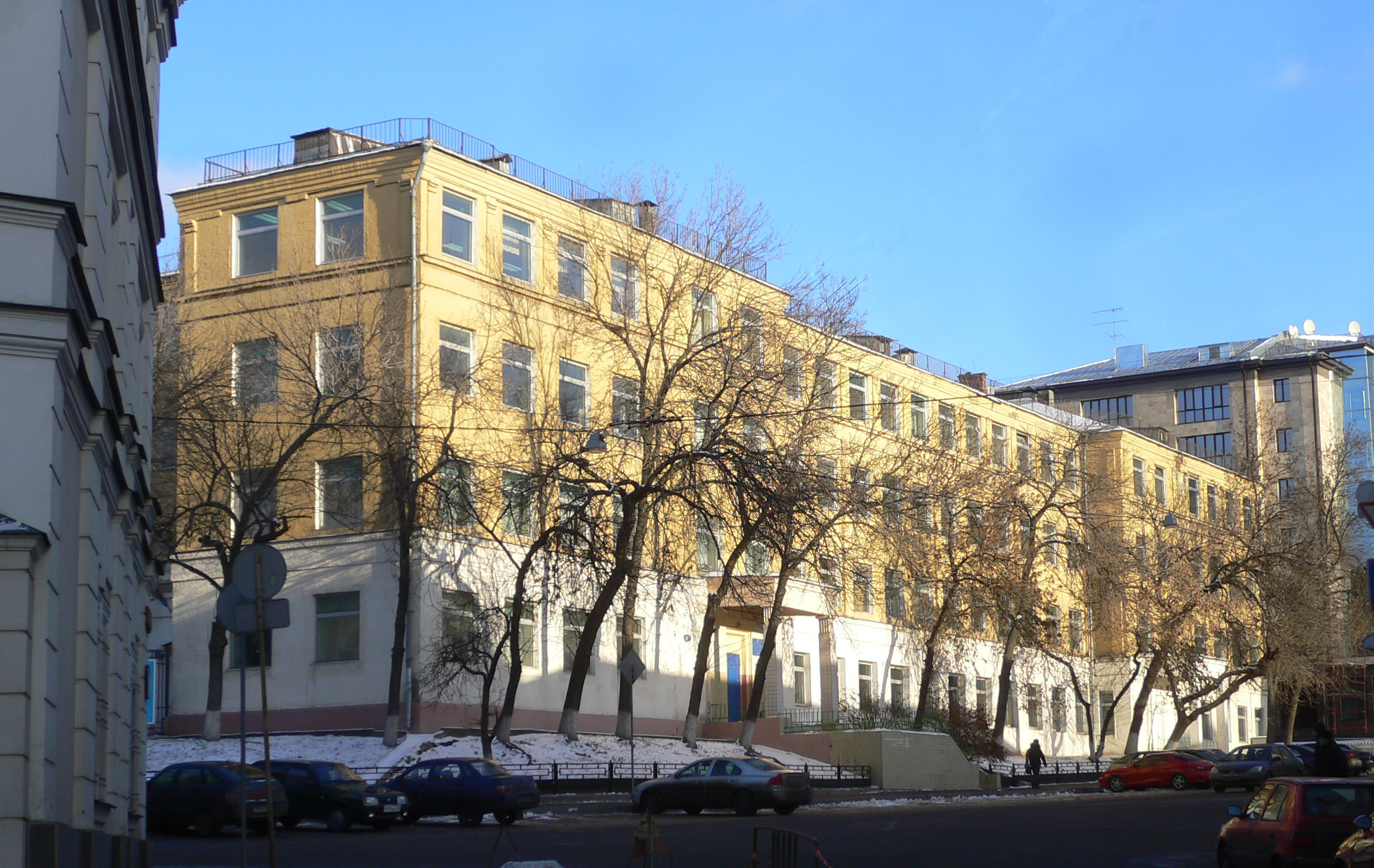
Das ehemalige Kollegium für Elektromechanik Nr. 55 (2010 abgerissen).

Um Chitrowka herum, auf den Hängen des Johanneshügels, findet man das Johannes-der-Vorläufer-Kloster und die Sankt-Wladimir-in-den-alten-Gärten-Kirche. Etwas weiter, in der Starossadski-Gasse, steht die lutherische Peter-und-Paul-Kirche. Das Viertel wurde größtenteils von den Abrissen der Sowjetzeit verschont und verströmt immer noch den altmodischen Charme eines ansonsten untergegangenen Moskaus.

## Bauliche Bedrohung
Obwohl zurzeit zwei Anträge, das Viertel und den gesamten Hügel als historische Denkmäler zu schützen, geprüft werden, droht ein Bauvorhaben das Viertel zu zerstören: Die Don-Stroj-Gruppe hat vor, an Stelle des Kollegiums ein Bürogebäude zu errichten. Das Projekt wurde von Experten mit folgenden Worten beschrieben: „Das Gebäude ist weder vom Volumen, noch von der Höhe, noch durch die architektonische Lösung zufriedenstellend“.
Das von den Experten verworfene Projekt droht dennoch ohne Korrektur verwirklicht zu werden, was Anwohner und Liebhaber des Viertels zu Protestaktionen führt, da die Gegend bisher als Einheit größtenteils erhalten geblieben war. Mit dem Abriss des Kollegiums im Januar 2010 zeichnet sich die Errichtung eines modernen Gebäudes in der theoretisch geschützten historischen Umgebung ab.